# (978) Aidamina
(978) Aidamina ist ein Asteroid des Hauptgürtels, der am 18. Mai 1922 vom russischen Astronomen Sergei Iwanowitsch Beljawski am Krim-Observatorium in Simejis entdeckt wurde.
Benannt wurde der Asteroid nach Aida Minaiewna, einer Bekannten der Familie des Entdeckers.